# Каштелу-Родригу, Мануэл де Моура
Мануэл де Моура Корте-Реал (порт. Manuel de Moura Corte Real; 17 августа 1592, Мадрид — 28 января 1651, там же), 2-й маркиз де Каштелу-Родригу (Castelo Rodrigo) — испанский дипломат и государственный деятель.

## Биография
Младший сын Криштована де Моуры, 1-го маркиза де Каштелу-Родригу, и Маргариты Корте-Реал, сеньоры капитаний Ангра и Сан-Жоржи. После ранней смерти старших братьев стал наследником своих родителей, и сам едва не умер от оспы в сентябре 1598.
26 января 1599 принят в орден Алькантары. В период наместничества своего отца в Португалии Мануэл проживал в Лиссабоне, пока 2 ноября 1607 не был возведен в достоинство графа Лумиариша, титул, который в дальнейшем принадлежал наследникам маркизов Каштелу-Родригу. В 1613 году наследовал отцу.
В октябре 1615 король выполнил одно из обещаний, данных Криштовану де Моуре, и предоставил Мануэлу место при дворе, назначив дворянином палаты наследника престола. Португалец быстро завоевал доверие молодого принца, что вызывало недовольство графа Оливареса. Недовольный королевским решением не распространять на него достоинство гранда Испании, данное его отцу, маркиз дистанцировался от герцога Уседы, сына герцога Лермы, и Оливарес воспользовался этим, чтобы привлечь Каштелу-Родригу к союзу против всесильного временщика. После смерти Филиппа III клан Сандовалей пал, и Моура получил золотой камергерский ключ.
Оливарес продолжал относиться к нему с подозрением, отношения начали портиться в 1623 году, когда Моура лишился в пользу Гусмана обещанной ему старшей энкомьенды в ордене Алькантары, получив взамен менее доходную в ордене Христа. Маркиз разделял недовольство аристократии, влияние которой на государственные дела первый министр стремился ограничить.
Недовольные всячески демонстрировали свое отношение к фавориту, и наиболее яркий случай произошел летом 1621 года, когда герцоги Алькала, Македа, Лерма и Ихар, а также маркизы Вильяфранка и Каштелу-Родригу отказались приветствовать папского посла кардинала Франческо Барберини. Вокруг малолетних братьев Филиппа IV Карлоса и Фернандо начали формироваться придворные партии, и король приказал Оливаресу пресечь их усиление. Фаворит принял беспрецедентное решение, запретив грандам входить в палату короля, и составил список заговорщиков, куда включил и Каштелу-Родригу. Чтобы окончательно убрать маркиза из столицы, он направил его в 1628 году в Лиссабон формировать армию для экспедиции на помощь колониям в Вест-Индии. За море его все же не отправили, и в 1630 году Моура вернулся в Мадрид, но вскоре был послан в Рим, где располагался главный дипломатический штаб империи, на смену кардиналу Гаспару де Борхе, вступившему в конфликт с папой Урбаном VIII. Прибыл в Рим в 1632 году и прослужил там до 1641 года.
В должности посла он решал конфликты, вызванные бесчинствами испанских подданных в Риме и спорами из-за первенства с французским послом. Моура закупал картины известных художников для новой королевской резиденции Буэн-Ретиро, и стал крупным меценатом, финансировавшим многочисленные строительные работы в Риме, для чего он пользовался услугами крупнейшего архитектора того времени Франческо Борромини. В 1638 году Филипп IV назначил маркиза государственным советником.
После начала Португальского восстания в 1640 году маркиз сохранил верность королю Испании, как и ряд других лузитанских вельмож, таких как герцоги Каминья и Абрантиш, граф Торриш-Ведраш и маркизы Вила-Реал и Торрелагуна. Эта лояльность стоила ему потери земельных владений и огромного финансового ущерба.
Жуан IV считал его предателем, лишил власти над городами Каштелу-Родригу, Лумиариш и Жуан-Руиш. Также у него конфисковали огромный дворец в Лиссабоне, отобрали энкомьенду ордена Христа и покровительство монастырю Сан-Бенито-де-лос-Негрос, где был погребен его отец.
Однако он сохранил свои титулы и, чтобы вознаградить его за верность и возместить понесенные потери, Филипп IV предоставил ему в 1646 году герцогства Трани и Матера в Неаполитанском королевстве. Из-за противодействия итальянских рожденных Моура так мне смог вступить во владение и столкнулся с большими затруднениями при получении дохода с новых земель.
В феврале 1641 года Моура был сменен маркизом де Лос Велесом, и получил назначение полномочным министром на Регенсбургский рейхстаг, где обсуждалось открытие мирной конференции в Мюнстере. Маркиз, рассчитывавший вернуться ко двору, был недоволен назначением, считая его знаком недоверия, но затем дипломатические успехи его были признаны в Мадриде, и его назначили вице-королем Сицилии.
18 декабря  1643 король назначил губернатором Нидерландов своего внебрачного сына Хуана Австрийского, но, так как французы отказались пропустить его через свою территорию, вступление в должность пришлось отложить, и Моура вместо наместничества на Сицилии 25 апреля 1644 получил пост заместителя губернатора Нидерландов. 1 октября он вступил в должность.
Убежденный враг Франции, он заказал безансонскому антиквару Шифле знаменитый трактат Vindiciæ Hispaniæ, доказывавший, что французская королевская династия не имеет прав на территорию Испанских Нидерландов. Моура попытался мобилизовать для войны с французами все имевшиеся силы, потребовав у знати, духовенства и основных городов Брабанта пойти на жертвы, и сам подал в том пример. 2 января 1646 он издал устав для офицеров и военнослужащих. В кампанию того года Моура находился с испанской армией в Брабанте. В Дисте, где он стоял лагерем, было получено известие о взятии противником Дюнкерка. Эта новость повергла наместника в уныние, он уехал в Лувен, оттуда в Брюссель.
Разочаровавшись в возможностях армии, маркиз сконцентрировался на достижении мира с Соединенными провинциями, что позволило бы разрушить франко-голландский альянс. С этой целью он направил нескольких агентов к Генеральным штатам, связался с королевой Польши и папским нунцием во Франции, побудил герцога Лотарингского направить войска к Дюнкерку, и, наконец, предложил уступить Франции Пьомбино и Порто-Лонгоне. В конце концов, ему удалось сорвать общие переговоры в Мюнстере и в начале 1647 года добиться подписания отдельного испано-голландского прелиминарного соглашения, заключенного при содействии принцессы-матери Оранской, сочувствовавшей Испании, и к большому неудовольствию французов. Филипп IV был так доволен, что запретил своим агентам предпринимать что-либо без согласия Моуры.
За время пребывания в Нидерландах он большей частью занимался вопросами войны с Францией, но при этом уделял внимание и борьбе с янсенистами, в чем нашел деятельную поддержку со стороны Лувенского университета.
В октябре  1647  года он сдал полномочия Леопольду Вильгельму, в следующем году был подписан Вестфальский мир, и маркиз просил о позволении вернуться в Испанию. В январе 1649 он вернулся ко двору. В знак признания заслуг король 20 апреля 1649 назначил Каштелу-Родригу своим старшим майордомом.

## Семья
Жена (16.11.1613, Эль-Пардо): Леонор де Мелу (1594 — 19.06.1641), дочь Нуну Алвариша Перейры де Мелу, 3-го графа де Тентугал, и Марианы де Кастро, придворная дама королевы
Дети:
- Криштован де Моура, 2-й граф де Лумиариш, ум. ребенком
- Нуну Алвариш де Моура (ум. 1637), 3-й граф де Лумиариш; умер в Германии после несчастного случая на охоте
- Франсишку де Моура (13.12.1621—23.11.1675), герцог ди Ночера, маркиз де Каштелу-Родригу. Жена (1639): Анна Мария де Монкада д'Арагона (1616 — ?), дочь Антонио де Монкады д'Арагона, князя Патерно, и Хуаны де ла Серда